# Moses Blah
Moses Zeh Blah (18 aprile 1947 – Monrovia, 1º aprile 2013) è stato un politico liberiano.
È stato Presidente della Liberia dall'agosto 2003 all'ottobre dello stesso anno.
Dal luglio 2000 all'agosto 2003 aveva ricoperto la carica di Vice-Presidente con Charles Taylor Capo di Stato. Come quest'ultimo era rappresentante del Partito Patriottico Nazionale.